# Bitter:Sweet
Bitter:Sweet es un dúo de electrónica y trip-hop con toques de jazz nacido en Los Ángeles (EE. UU.). Está compuesto por Shana Halligan (cantante) y Kiran Shahani (anterior miembro de Supreme Beings of Leisure). Ambos componen.

## Historia
El dúo fue formado cuando Halligan respondió a un aviso que había puesto Shahani en la página web Craiglist. en el que comunicaba que estaba buscando un cantante. Su álbum debut de 11 canciones, "The Mating Game" fue lanzado el 4 de abril de 2006.
En verano de 2007, lanzan un álbum nuevo: "The remix game". Son las mismas canciones del anterior, pero remixadas.
A principios del 2008, se anunció que la banda iba a sacar un nuevo disco llamado "Drama". Finalmente salió el 23 de marzo de ese año en el Reino Unido, pero las fechas cambian de país en país. El disco contiene 13 canciones.

## Discografía
- The Mating game (2006)
- The remix game (2007)
- Drama (2008)